# Mircea Sfetescu
Mircea Sfetescu (ur. w 1905 w Bukareszcie, zm. ?) – rumuński rugbysta, brązowy medalista Igrzysk Olimpijskich 1924 w Paryżu. Starszy brat innego medalisty olimpijskiego w rugby, Eugena Sfetescu.
Mircea Sfetescu zadebiutował w reprezentacji Rumunii w meczu z Francją rozgrywanym w ramach Igrzysk Olimpijskich 1924. Oprócz dwóch meczów w ramach tych rozgrywek Sfetescu zagrał jeszcze tylko dwa razy: w 1927 z Niemcami i Czechosłowacją.